# Francis af Sheldon
Francis af Sheldon, född den 26 juni 1755 i Karlskrona, död den 17 maj 1817 i Stockholm, son till Gilbert Sheldon.

## Biografi
Sheldon blev 1778 underskeppsbyggmästare och 1785 skeppsbyggmästare
vid Arméns flottas eskader i Stockholm. Vid faderns död flyttades han 1794 till Karlskrona station, blev 1795 chef för konstruktionsdepartementet där och 1799 överstelöjtnant i Flottans konstruktionskår. 
Sedan 1800 tjänstgörande vid konstruktionskontoret i Stockholm, utnämndes han 1814 till överste och sekundchef för Flottans konstruktionskår och adlades 1817. Sheldon var ledamot av Kungliga Akademien för de fria konsterna. Han inlade synnerligen stor förtjänst om  reglementerandet av flottornas och konstruktionskårens åligganden.
En brorson och en brorsons son till Sheldon tjänstgjorde likaledes vid konstruktionskåren, vilket innebär att medlemmar av den Sheldonska släkten kontinuerligt arbetade inom det svenska örlogsskeppsbyggeriet i det närmaste två hundra år.